# Shōkōbō Benchō

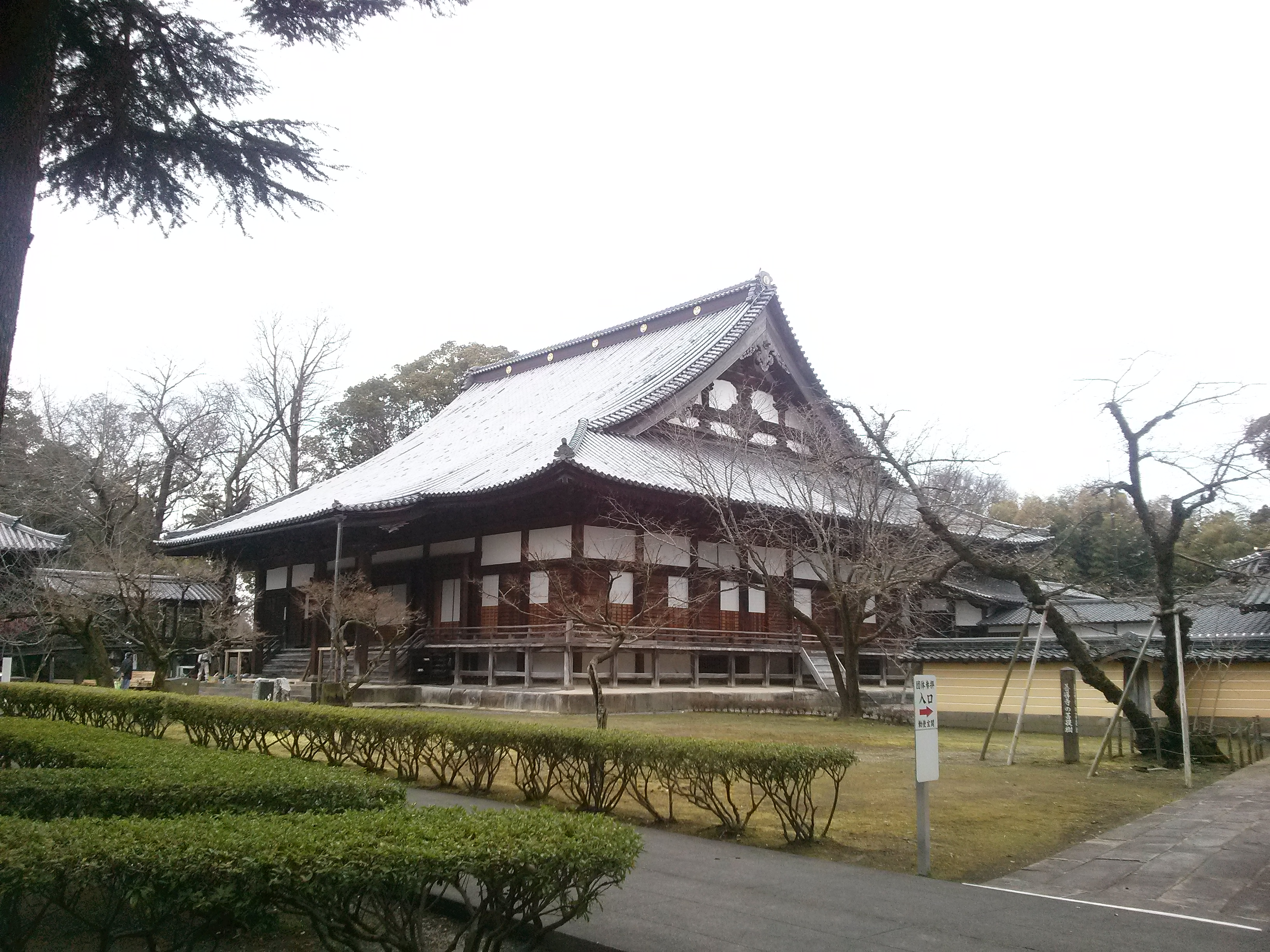
Główny pawilon świątyni Zendō

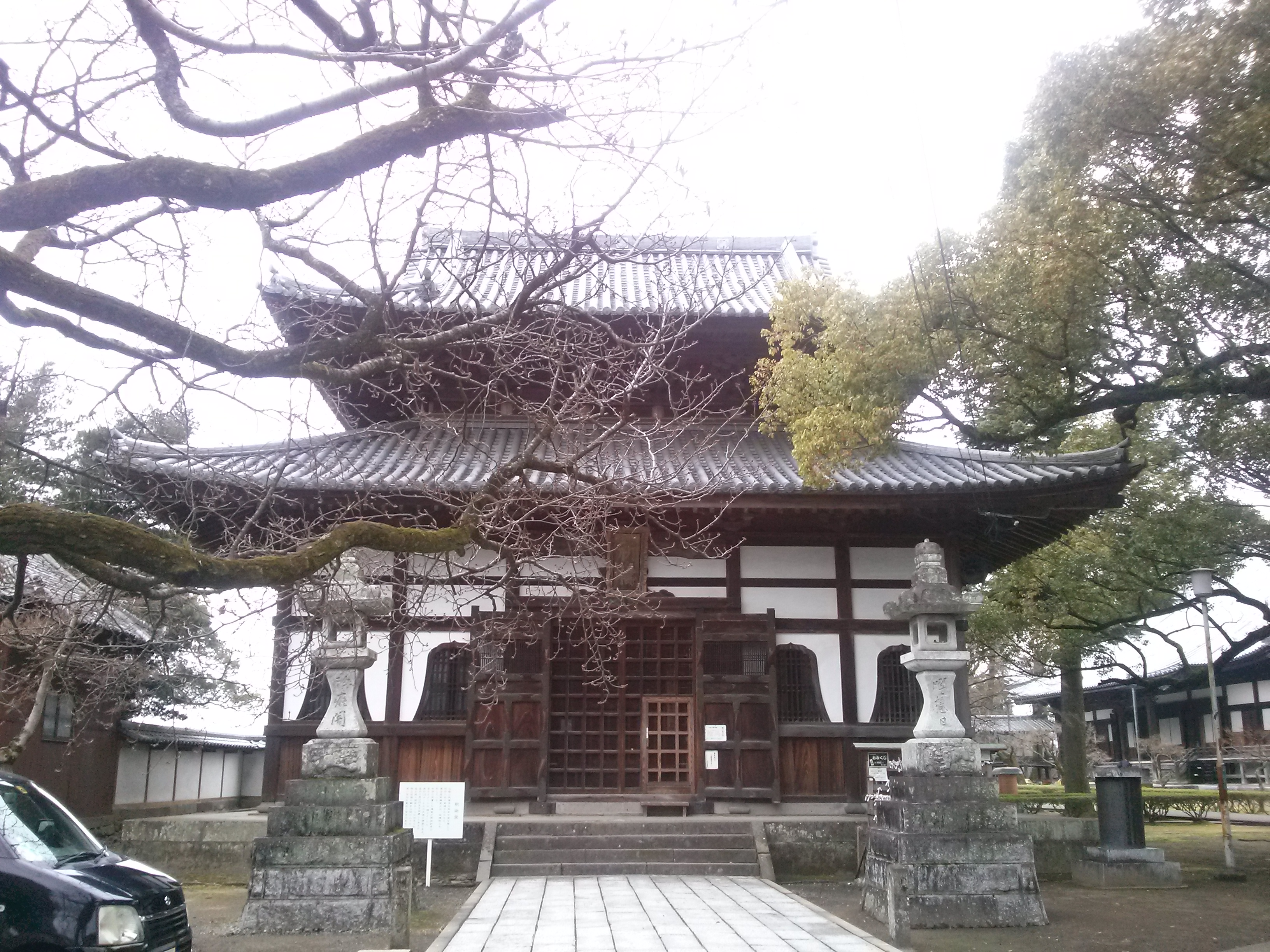
Pawilon Buddy w Zendō-ji

Budda Amida w Kamakurze

Shōkōbō Benchō (jap. 聖光房 弁長; ur. 20 czerwca 1162, zm. 16 marca 1238) – mnich buddyjski związany ze szkołą jōdo (Jōdo-shū). Uważany za drugiego patriarchę. Założyciel szkoły chinzei (Chinzei-ha). Stąd też jego imię i tytuł brzmi często także Chinzei Shōkō Shōnin (鎮西聖光上人), gdzie Chinzei (鎮西) to dawna nazwa Kiusiu, a znaki 上人 pisane także 聖人 (w obu złożeniach czytane shōnin) oznaczają świętego męża, świętego mnicha, kapłana). Występuje także pod imionami Benchō (弁長) i Shōkō (聖光).

## Biografia
Pochodził z prowincji Chikuzen (część dzisiejszej prefektury Fukuoka) znajdującej się w północnej części wyspy Kiusiu. Rodzina należała do odgałęzienia rodu Fujiwarów.
Już w dzieciństwie zainteresował się religią. W 1183 roku udał się na górę Hiei o wysokości 848,1 m, leżącą na granicy obecnych prefektur Kioto i Shiga, gdzie rozpoczął studiowanie doktryny szkoły tendai (Tendai-shū). 
W 1190 roku powrócił w rodzinne strony. Ciężko przeżył śmierć swojego młodszego brata i odczuł wtedy nietrwałość wszystkiego. Udał się do Kioto, aby pozyskać posąg dla rodzinnej prowincji. Wtedy spotkał Hōnena. Po dostarczeniu posągu do Chikuzen, powrócił do Kioto i w 1199 roku został uczniem Hōnena. Po głębokich studiach doktrynalnych, w 1204 r. powrócił do swojej rodzinnej prowincji, gdzie rozpoczął szerzenie nauk o nembutsu (skrót od Namu Amida Butsu; „Chwała Buddzie Amidzie!” lub „Zbaw, Buddo Amida!”). 
Postawił także wiele budynków służących do praktyk religijnych. Według legendy, wybudował także w 1212 roku klasztor Zendō (Zendō-ji), który stał się główną świątynią szkoły jōdo (Jōdo-shū) na Kiusiu.
Podczas pobytu w Ōjō-in w prowincji Higo (obecna prefektura Kumamoto) sformalizował tradycję szkoły jōdo, tworząc jej odłam o nazwie Chinzei-ha. Nauczał o możliwości odrodzenia się w Czystej Krainie dzięki różnym praktykom, chociaż nieustannie podkreślał ważność inwokacyjnego nembutsu. Zwracał uwagę na rolę niezakłóconego umysłu podczas recytacji nembutsu, także w chwili śmierci (rinjū shōnen, „utrzymanie właściwego stanu uwagi w momencie śmierci”). Krytykował interpretacje doktryny dokonywane przez innych uczniów Hōnena, zwłaszcza przez Jōkakubō Kōsaia i Zennebō Shōkū. Uważał, iż zbytnio podkreślają oni wiarę w nembutsu kosztem innych praktyk.
Gdy w ponad wiek po śmierci Hōnena mnisi chinzei wybudowali w Kioto mauzoleum Hōnena, uznali się za ortodoksyjny odłam jōdo. Wtedy też Benchō otrzymał tytuł Niso Shōnin – Święty Drugi Patriarcha.

## Prace literackie
- Matsudai nembutsu jushuin (末代念仏授手印, Handprint for the Transmission of the Nembutsu to Future Generations, Odcisk dłoni do przekazania nembutsu przyszłym pokoleniom)
- Nembutsu ōjō shugyōmon (The Way of Practice for Birth by the Nembutsu, Sposób praktykowania ascezy dla narodzenia poprzez nembutsu)

## Szkoła jōdo
- Eikū (zm. 1179)
  - Hōnen (1133–1212)
    - Seikambō Genchi (1183–1238)
    - Gyōkū (bd)
    - Junsai (zm. 1207)
    - Jūren (zm. 1207)
    - Shoshinbō Tankū (1176–1253)
    - Zennebō Shōkū (1177–1247) odłam Seizan-ha
      - Jitsudo (bd)
      - Shoe (bd)
      - Yūkan (bd)
      - Shōju (bd)
      - Ryūshin (bd)
        - Kenni (1238–1304)

      - Jōon (1201–1271)
      - Shōtatsu (bd)
        - Ippen (1239–1289) założyciel szkoły Ji-shū
          - Sōshun (bd)
          - Shōkai (bd)
          - Taa (1237–1319)

    - Kakumyōbō Chōsai (1184–1266) odłam Kuhonji-ryū
      - Kakushin (bd)
      - Rien (bd)

    - Shōkōbo Benchō (1162–1238) odłam Chinzei-ha
      - Nen’a Ryōchū (1199–1287)
        - Jishin (bd)
        - Dōkō (bd)
        - Ryōkyō (1251–1328)
        - Gyōbin

    - Jōkakubō Kōsai (1163–1247)
    - Ryūkan (1148–1227) odłam Chōrakuji-ryū
    - Seikambō Genchi (1183–1239)
      - Renjakubō (bd)

    - Hōrembō Shinkū (1145–1228)
    - Shinran (1173–1263) założyciel szkoły Jōdo-shinshū